# Kelpo Gröndahl
Kelpo Olavi Gröndahl (28. března 1920 Pori – 2. srpna 1994 tamtéž) byl finský zápasník lehkotěžké váhy.
Byl členem klubu Reposaaren Kunto. Jedenáctkrát se stal mistrem Finska v řecko-římském zápase a čtyřikrát ve volném stylu. Na Letních olympijských hrách 1948 skončil v řecko-římském zápase na druhém místě, ve finále ho porazil Švéd Karl-Erik Nilsson. Ve stejné soutěži zvítězil v domácím prostředí na Letních olympijských hrách 1952, kde ve finále zdolal Šalvu Čichladzeho (SSSR) nejtěsnějším rozdílem na body. Na mistrovství světa v zápasu řecko-římském 1953 získal stříbrnou medaili po finálové prohře se sovětským reprezentantem Augustem Englasem.
Pracoval jako kapitán přístavu v Pori. Byl členem Finské dělnické sportovní federace a Finské lidovědemokratické ligy, za kterou zasedal v radě města Pori, ve finském parlamentu a ve sboru prezidentských volitelů. Byl ženatý a měl čtyři děti.
V roce 2008 po něm byl pojmenován park na ostrově Reposaari.